# OCSP装订
OCSP装订（英語：OCSP Stapling），正式名称为TLS证书状态查询扩展，可代替在线证书状态协议（OCSP）来查询X.509证书的状态。服务器在TLS握手时发送事先缓存的OCSP响应，用户只需验证该响应的有效性而不用再向数字证书认证机构（CA）发送请求。

## 动机
OCSP装订解决了在线证书协议中的大多数问题。CA给网站颁发证书之后，网站的每个访问者都会进行OCSP查询。因此使用在线证书协议时，高并发的请求会给CA的服务器带来很大的压力。同时由于必须和CA建立连接，OCSP查询还会影响浏览器打开页面的速度并泄漏用户隐私。此外，当OCSP查询无法得到响应时，浏览器必须选择是否在无法确认证书状态的情况下继续连接，造成安全性和可用性二选一的困局。

## 标准
RFC 6066 第8章中规定了TLS证书状态查询扩展的标准。
RFC 6961 定义了多证书状态查询扩展，允许TLS握手中发送多个证书的OCSP响应。

## 发展
对OCSP装订的支持正在逐步落实。OpenSSL在Mozilla基金会的协助下发布了支持OCSP装订的0.9.8g版本。
服务器端的支持情况：
| 软件名               | 版本                |
| -------------------- | ------------------- |
| Httpd                | 2.3.3               |
| Nginx                | 1.3.7               |
| IIS                  | Windows Server 2008 |
| HAProxy              | 1.5.0               |
| LiteSpeed Web Server | 4.2.4               |
| F5 Networks BIG-IP   | 11.6.0              |
| Traefik              | 3.5.0               |

浏览器的支持情况：
| 软件名  | 版本                                   |
| ------- | -------------------------------------- |
| Firefox | 26                                     |
| IE      | Vista及以上的Windows。                 |
| Chrome  | Linux、Chrome OS、Vista及以上的Windows |

SMTP方面，Exim在客户端和服务器端都支持OCSP装订。

## 局限性
OCSP装订可以降低OCSP验证的成本，特别针对有很多用户的大型网站。但是OCSP装订在同一时间只能发送一个OCSP响应，对有中级证书的证书链来说并不足够。RFC 6961中提出的多证书状态查询扩展解决了这个问题，允许同时发送多个OCSP响应。